# Oeuvre van Willem Frederik Hermans
Het oeuvre van Willem Frederik Hermans bestaat in hoofdzaak uit de romans, novelle- en essaybundels  van de Nederlandse schrijver Willem Frederik Hermans (1921 - 1995). Daarnaast publiceerde Hermans onder meer drie dichtbundels, enkele toneelstukken en scenario's, een biografie van Multatuli, en vertalingen. Ook stelde hij fotoboeken en collages van eigen hand samen. De bibliografie van Hermans telt 86 zelfstandige publicaties, variërend van bibliofiele uitgaven tot romans, en 1032 niet-zelfstandig verschenen publicaties, uiteenlopend van stukken in de schoolkrant tot bijdragen in boeken. De beschrijving van de eerste drukken en herdrukken van de zelfstandige publicaties vertegenwoordigen samen 'ruim vijfhonderd boeken' tot 2005.
Zijn scheppende werk bestrijkt uiteenlopende genres, van surrealistische of fantastische literatuur tot enkele vrijwel strikt autobiografische vertellingen. De geschriften illustreren zijn poëticale opvattingen van de 'klassieke roman', volgens welke een roman een gefantaseerde geschiedenis is met een hechte constructie waarin elk detail zinvol is. De schrijfstijl kenmerkt zich door opvallende beeldspraak en een uitgekiende verteltechniek waarin literaire genres soms op functionele wijze geparodieerd worden. Zijn in essentie kennistheoretische thematiek behelst dat de werkelijkheid ondoorgrondelijk is, waaruit impliciet volgt dat kennis van het verleden, de medemens en zichzelf in principe onbetrouwbaar is.
Hermans' literaire loopbaan begon officieel met een verhaal, 'En toch... was de machine goed', dat vlak voor het uitbreken van de oorlog in het Algemeen Handelsblad verscheen. Na de oorlog probeerde hij enkele jaren van het schrijven te leven en publiceerde een stroom van romans, verhalen, essays en kritieken in periodieken als Criterium, waarvan hij ook redacteur was, Podium, en Litterair Paspoort. In 1952 accepteerde hij een betrekking als fysisch geograaf aan de Rijksuniversiteit Groningen, wat hem een vast inkomen bezorgde. De doorbraak naar een groot publiek vond plaats met de verschijning in 1958 van De donkere kamer van Damokles, dat meteen als een meesterwerk werd beschouwd. Ook de opvolger, Nooit meer slapen uit 1966, wordt gezien als een van de belangrijkste naoorlogse romans. Tot de hoogtepunten van het oeuvre worden ook een aantal novellen gerekend, waarvan Atonale, Het behouden huis en De blinde fotograaf veel bestudeerd zijn. 
Nadat Hermans in 1973 de universiteit had verlaten en naar Parijs was verhuisd, nam zijn productie weer toe. De laatste twintig jaar van zijn leven schreef hij, naast romans en verhalen, veel beschouwingen en columns, aanvankelijk voor dagbladen en periodieken als Het Parool, NRC Handelsblad, Nieuwsnet en Hollands Diep, en later ook geregeld voor Elsevier Weekblad. Hermans wordt met Gerard Reve en Harry Mulisch beschouwd als een van de drie belangrijkste naoorlogse Nederlandse schrijvers.

## Werken

### Poëzie
- Kussen door een rag van woorden (1944)
- Horror Coeli en andere gedichten (1946)
- Hypnodrome (1948)
- Overgebleven gedichten (1968)

### Romans
- Conserve[4] (1947)
- De tranen der acacia's (1949)
- Ik heb altijd gelijk (1951)
- De God Denkbaar Denkbaar de God (1956)
- De donkere kamer van Damokles (1958)
- Nooit meer slapen (1966)
- Herinneringen van een engelbewaarder (1971)
- Het evangelie van O. Dapper Dapper (1973)
- Onder professoren (1975)
- Uit talloos veel miljoenen (1981) (Audiofragment Uit talloos veel miljoenen)
- Een heilige van de horlogerie (1987)
- Au pair (1989)
- Ruisend gruis (1995)

### Novellebundels
- Moedwil en misverstand[5] (1948)
- Paranoia (1953)
- Een landingspoging op Newfoundland en andere verhalen (1957)
- Een wonderkind of een total loss (1967)
- De laatste roker (1991)
- Vier novellen (1993)

### Novellen
- Het behouden huis (1951)
- Bijzondere tekens (1977)
- Dood en weggeraakt (1980)
- Filip's sonatine (1980)
- Homme's hoest (1980)
- Geyerstein's dynamiek (1982)
- Waarom schrijven? (1983) (Audiobestand Waarom schrijven)
- De zegelring (1984)
- Naar Magnitogorsk (1990)
- In de mist van het schimmenrijk (boekenweekgeschenk, 1993, later verschenen als Madelon in de mist van het schimmenrijk)
- De onversleten wandelaar (1994)

### Toneel en scenario's
- Drie drama's (toneel, 1962)
- De woeste wandeling (filmscenario, 1962)
- King Kong (gevolgd door wat Nederland niet op de televisie mocht zien, televisiespel, 1972)
- Periander (toneel, 1974)

### Essaybundels
- Mandarijnen op zwavelzuur (1964)
- Het sadistische universum (1964)
- Het sadistische universum 2. Van Wittgenstein tot Weinreb (1970)
- Houten leeuwen en leeuwen van goud (1979)
- Ik draag geen helm met vederbos (1979)
- Mandarijnen op Zwavelzuur. Supplement (1983)
- Klaas kwam niet (1983)
- Door gevaarlijke gekken omringd (1988)
- Wittgenstein (1990)
- Malle Hugo. Vermaningen en beschouwingen (1994)

### Columns
- Boze brieven van Bijkaart (1977)

### Essays
- Fenomenologie van de pin-up girl (1950)
- Het geweten van de Groene Amsterdammer (1955)
- Wittgenstein in de mode (1967, latere aangevulde druk onder de titel Wittgenstein in de mode en Kazemier niet)
- Machines in bikini (1974)
- De liefde tussen mens en kat (1985)
- Relikwieën en documenten (1985)
- Het boek der boeken, bij uitstek (1986) (Audiobestand Het boek der boeken bij uitstek)
- Vincent literator (1990)

### Reportages
- De laatste resten tropisch Nederland (reisbeschrijving, 1969; zie Passantenliteratuur)
- Hollywood (reisnotities, 1970)
- Gitaarvissen en banjoklokken (reisverslag, 1991)

### Biografie
- De raadselachtige Multatuli (biografie, 1976)

### Overige
- Demon van ivoor (pseud. Fjodor Klondyke, 1945)
- Leproos van Molokaï (pseud. Fjodor Klondyke, 1945-1946)
- Misdaad stelt de wet (pseud. Fjodor Klondyke, 1945-1946)
- Misdaad aan de Noordpool (pseud. Fjodor Klondyke, 1945-1948; datering onzeker)
- De mandarijnenpers (essays, 1955)
- Drie melodrama's (roman/korte verhalen, 1957)
- Zwarte Handel (collages, 1965)
- Preambule/Manuscript in een kliniek gevonden (verhalen, 1968)
- De heilige Maria Juana (gedichten, gepubl. onder auteursnaam Luis Cimatarra met als vertaler W.F. Hermans; Luis Cimatarra is een pseud. van WFH, 1968)
- Fotobiografie (autobiografie, 1969)
- Het lek in de eeuwigheid (1969)
- Hellebaarden (Citaten uit het werk van Hermans, verzameld en ingeleid door Frans A. Janssen, 1972)
- Hundertwasser, honderdvijf en meer (verhalen, 1973)
- Meditaties (onder pseud. Schrijver Dezes, 1973)
- Dinky toys (aforismen, 1976)
- Scheppend Nihilisme (interviews, bijeengebracht door Frans Janssen, 1979)
- Vijf verhalen (verhalen, 1980)
- Beertje Bombazijn (kinderversjes, pastiche; onder pseud. Sita van de Wissel,[6] 1981)
- Carel Willink, De schilderkunst in een kritiek stadium (met daarin opgenomen een essay van Hermans: 'De lange broek als mijlpaal in de cultuur'; essay van 1951), Amsterdam: Peter van der Velden 1981 (p. 61-85)
- Suid-Afrika (oplage 4 ex., gedrukt door De Literaire Loodgieters, 1983)
- Roeping (onder pseud. Age Bijkaart, 1985)
- Cascaden en riolen (1986)
- Koning Eenoog (fotoboek, 1986)
- Max Havelaar, ingeleid en van verklarende noten voorzien door W. F. Hermans, (fotografische herdruk, 1987), bijlage bij de tweede druk van De raadselachtige Multatuli.
- Mondelinge mededelingen (lezingen, 1987)
- Dinky toys (aforismen, 1988)
- De schrijfmachine mijmert gekkepraat (geschiedenis van de schrijfmachine, 1989)
- Het hoedenparadijs. 40 collages van Willem Frederik Hermans (1991)
- De aardappel van de dood (over de schilder J.H. Moesman; lezing, 1993)
- Slechte kritieken gaan nooit verloren, goede ook niet, sinds kort (toespraak en essay, 1993)
- Een foto uit eigen doos (foto's, 1994)

## Postume uitgaven

### Brieven
- Je vriendschap is werkelijk onbetaalbaar. Brieven aan Geert van Oorschot (2004)
- Met Gerard Reve. 'Verscheur deze brief! Ik vertel veel te veel.' Een briefwisseling. Bezorgd door Nop Maas en Willem Otterspeer. Z.pl.: De Bezige Bij en Willem Frederik Hermans Instituut. ISBN 9789023425939 (2008)
- Met Rudy Kousbroek. Machines en emoties, briefwisseling met Rudy Kousbroek en Ethel Portnoy tussen 1955 en 1978, becommentarieerd en ingeleid door Willem Otterspeer
- Met F. Bordewijk. Een onmiskenbare verwantschap. Brieven 1944-1965. Bezorgd door Arno Kuipers en Marsha Keja, met een voorwoord door Christiaan Weijts (2011)

### Overige
- Ze zullen eikels zaaien op mijn graf. Teruggevonden gesprekken met Willem Frederik Hermans, Interviewer: Hans van Straten, (1995)
- Tuin in Brussel (gedichten, 1996, illegale uitgave van op 8 december 1945 in De Baanbreker verschenen poëzie)
- Het grote medelijden (verzamelde novellen, 2002)
- De weerspannige slaper (essays, 2004)
- Een ernstig onderzoeker (2004)
- Richard Simmillion. Een onvoltooide autobiografie (autobiografische novellen, 2005)

## Volledige werken
- Volledige Werken 1. Romans. Conserve. De tranen der acacia's (2005)
- Volledige Werken 7. Verhalen en novellen. Moedwil en misverstand. Paranoia. Een landingspoging op Newfoundland en andere verhalen (2006)
- Volledige Werken 12. Beschouwend werk. Boze Brieven van Bijkaart. Houten leeuwen en leeuwen van goud (2006)
- Verscheur deze brief! Ik vertel veel te veel (briefwisseling Willem Frederik Hermans en Gerard Reve, 2008)
- Volledige Werken 2. Romans. Ik heb altijd gelijk. De God Denkbaar Denkbaar de God. Drie melodrama’s (2008)
- Volledige Werken 11. Beschouwend werk. Het sadistische universum 1. Annum veritatis. De laatste resten tropisch Nederland. Het sadistische universum 2. Van Wittgenstein tot Weinreb. Machines in bikini. Dinky Toys (2008)
- Machines en emoties (briefwisseling tussen Willem Frederik Hermans, Rudy Kousbroek en Ethel Portnoy, 2009)
- De geur van een pasgestoomde deken. De beste poezenstukken. Ingeleid door Willem Otterspeer (2009)
- Volledige werken 13. Beschouwend werk. Ik draag geen helm met vederbos. Klaas kwam niet (2010)
- Volledige werken 3. De donkere kamer van Damokles. Nooit meer slapen (2010)
- Volledige werken 14. Beschouwend werk. De liefde tussen mens en kat. Relikwieën en documenten. Het boek der boeken, bij uitstek. Mondelinge mededelingen. Door gevaarlijke gekken omringd (2011)
- Volledige werken 9. Gedichten (2011)
- Volledige werken 15. Beschouwend werk. De schrijfmachine mijmert gekkepraat. Wittgenstein. Gitaarvissen en banjoklokken. Malle Hugo. Vermaningen en beschouwingen (2012)
- Volledige werken 4. Romans. Herinneringen van een engelbewaarder. De wolk van niet weten. Het Evangelie van O. Dapper Dapper (2012)
- Volledige werken 5. Romans. Onder professoren. Uit talloos veel miljoenen (2013)
- Volledige werken 6. Romans. Een heilige van de horlogerie. Au pair. Madelon in de mist van het schimmenrijk. Ruisend gruis (2016)
- Volledige werken 16. Mandarijnen op zwavelzuur. Mandarijnen op zwavelzuur, Supplement (2016)
- Volledige werken 8. Autobiografisch werk. Een wonderkind of een total loss. De laatste roker. Vier novellen (Filip's sonatine, Homme's hoest, Geyerstein's dynamiek, De zegelring). De onversleten wandelaar (2017)
- Volledige werken 17. De raadselachtige Multatuli. Multatuli, Max Havelaar (2017)
- Volledige werken 10. Toneelteksten en scenario's. Drie drama's. De woeste wandeling, een scenario. King Kong, gevolgd door Wat Nederland niet op de televisie mocht zien. Periander (2018)
- Volledige werken 18. Fotografie. Koningin Eenoog. Het hoedenparadijs. Een foto uit eigen doos!. Fotobiografie (2019)
- Volledige werken 19. Werk van anderen. Focquenbroch, Bloemlezing uit zijn lyriek. J.B. Priestley, Zonlicht op Zaterdag (vertaling). Haroun Tazieff, Kraters in lichterlaaie (vertaling). Ludwig Wittgenstein, Tractatus logico-philosophicus (vertaling). Henri Béraud, De martelgang van de dikzak (vertaling) (2019)
- Weg met de revolutie! Al zijn artikelen uit Elsevier Weekblad. Met een inleiding van Gerry van der List, 508 pagina's, inclusief register (2019)
- Volledige werken 20. Ongebundeld werk, 1934-1952 (2020)
- Volledige werken 21. Ongebundeld werk, 1952-1979 (2021)
- Volledige werken 22. Ongebundeld werk, 1979-1988 (2022)
- Volledige werken 23. Ongebundeld werk, 1988-1995 (2022)
- Volledige werken 24. Misdaad stelt de wet. Misdaad aan de Noordpool. De demon van ivoor. Zwarte handel. Beertje Bombazijn. Vaerzen, Belgische en andere (2022)

## Vertalingen en vakliteratuur
- Willem Godschalck van Focquenbroch, Focquenbroch. Bloemlezing uit zijn lyriek (ed. Willem Frederik Hermans, 1946)
- J.B. Priestley, Zonlicht op zaterdag (vert. L.A. de Witt, pseud. van WFH; 1947)
- Description et genèse des dépôts meubles de surface et du relief de l'Oesling (proefschrift, 1955)
- Haroun Tazieff, Kraters in lichterlaaie (vert. WFH, 1954)
- Erosie (studieboek, 1960)
- Ludwig Wittgenstein, Tractatus logico-philosophicus (vert. WFH, 1975)
- Henri Béraud, De martelgang van de dikzak (vert. WFH, 1981)
- Zeven gedichten van O.V. de L. Milosz (vert. WFH, 1981)

## Overzicht van voorgepubliceerde novellen
| Nummer | Datum van publicatie   | Titel                                | Periodiek                                | Geschreven                       | Boekpublicatie                                        | Opmerkingen |  |
| ------ | ---------------------- | ------------------------------------ | ---------------------------------------- | -------------------------------- | ----------------------------------------------------- | --- |  |
| 1      | 6 april 1940           | En toch... was de machine goed       | Algemeen Handelsblad.                    | December 1938                    | Volledige Werken deel 20.                             | De titel 'De uitvinder' werd door de redactie gewijzigd. Een facsimile van de tweede bladzijde staat in Fotobiografie. |  |
| 2      | juli-augustus 1946     | 'Dokter Klondyke'.                   | Criterium, 487-505                       | 8-15 januari 1946                | Moedwil en misverstand.                               | |  |
| 3      | november-december 1946 | 'Loo-Lee'                            | De Vlaamsche Gids, 733-741               | 16-29 juli 1942                  | Moedwil en misverstand                                | |  |
| 4      | februari-maart 1947    | 'Een ontvoogding'                    | Ad interim, 78-96                        | 23-29 april 1941                 | Moedwil en misverstand                                | |  |
| 5      | 30 augustus 1947       | 'Leeuw in interieur'                 | Vrij Nederland                           | 1947                             | De laatste roker                                      | |  |
| 6      | 1947                   | 'Emigratie'                          | Kompas der Nederlandse letterkunde       | juni 1946                        | Moedwil en misverstand                                | |  |
| 7      | juli-augustus 1948     | 'Paranoia'                           | Criterium (6), 7-8, 386-420              | mei-juni 1948                    | Paranoia                                              | |  |
| 8      | 11 juni 1949           | 'Ezelsoren'                          | Het Parool                               | juni 1949                        | Moedwil en misverstand                                | |  |
| 9      | mei 1950               | 'Manuscript in een kliniek gevonden' | Podium (6), 5, 259-276                   | november 1944                    | Paranoia                                              | |  |
| 10     | december 1950          | 'Het fossiel'                        | Nieuw Vlaams Tijdschrift (5), 376-392    | maart 1947                       | Een landingspoging op Newfoundland en andere verhalen | Voorpublicatie onder de titel 'Natuurbad versus fabriek'                                                               |  |
| 11     | september 1951         | 'Atonale'                            | Podium (7), 5, 326-361                   | 29 oktober 1941 - 3 januari 1942 | Tweede druk van Moedwil en misverstand, 1961          | |  |
| 12     | januari 1952           | 'Lotti Fuehrscheim'                  | Nieuw Vlaams Tijdschrift (6), 5, 433-460 | september 1949                   | Paranoia                                              | |  |
| 13     | 22 maart 1952          | 'Een landingspoging op Newfoundland' | Het Parool                               | 21 maart 1952                    | Een landingspoging op Newfoundland en andere verhalen | |  |
| 14     | oktober 1953           | De kat Kilo                          | Podium (9), 1, 52-54                     | 15 augustus 1949                 | Tweede druk van Moedwil en misverstand, 1961          | |  |
| 15     | september 1955         | 'De teddybeer'                       | Podium (10), 5, 261-280                  | 18 mei - 11 oktober 1955         | Een landingspoging op Newfoundland en andere verhalen | |  |
| 16     | augustus 1956          | 'Laura en de grammofoonplaat'        | Podium (11), 4, 219-234                  | augustus 1956                    | Een landingspoging op Newfoundland en andere verhalen | |  |
| 17     | 28 februari 1957       | 'De balk in het ene oog'             | Het Vrije Volk                           | ?                                |                                                       | |  |
| 18     | mei 1957               | 'De blinde fotograaf'                | Podium (12), 3, 160-184                  | februari 1957                    | Een landingspoging op Newfoundland en andere verhalen | |  |
| 19     | november 1960          | 'In verwarring, onder verdoving'     | Taboe (1), 2, 53-56                      | 10-14 november 1960              | De laatste roker                                      | Voorpublicatie onder de titel 'Nooit meer slapen'                                                                      |  |
| 20     | februari 1962          | 'Het grote medelijden'               | Randstad 2, 8-35                         | ?                                | Een wonderkind of een total loss                      | |  |
| 21     | november 1963          | 'Het wonderkind of een total loss'   | Podium (18), 2-3, 103-136                | ?                                | Een wonderkind of een total loss                      | |  |